# Bogumiły
Bogumiły [pronunciación en polaco: /bɔɡuˈmiwɨ/] (en alemán: Bogumillen) es un pueblo en el distrito administrativo de Gmina Pisz, dentro del Distrito de Pisz, Voivodato de Varmia y Masuria, en el norte de Polonia. Se encuentra aproximadamente 9 kilómetros al sudeste de Pisz y 96 kilómetros al este de la capital regional, Olsztyn.
Hasta 1945 el área era parte de Alemania (Prusia Oriental).